# 砂棲盜麗魚
砂棲盜麗魚，為輻鰭魚綱鱸形目隆頭魚亞目慈鯛科的其中一種，分布於非洲坦干伊喀湖北部流域，體長可達13.8公分，棲息在沙底質淺水域，生活習性不明，可作為觀賞魚。